# Bosónidas
Los Bosónidas fueron una dinastía de la nobleza franca, así llamada porque parte de sus miembros se llamaban Bosón. Fueron duques de Borgoña, donde fundaron la primera dinastía.

## Árbol genealógico
```
Bosón el Viejo
 (muerto hacia 855), Conde en Italia
casado con Engeltruda
│
├─
Teutberga
 (hija) 
│ casada con 
Lotario II de Lotaringia
 
│
├─Bosón (hijo), conde en Italia; formó parte del entorno de 
Luis II de Italia

│
├─
Hucberto
 (hijo), abad de 
Sant-Mauricio de Valais
. 
│ esposa desconocida.
│ │
│ └─
Teobaldo de Arles
 hacia 879-895
│ casado con 
Berta
 (hija de 
Lotario II de Lotaringia

│ │
│ ├─
Hugo de Arlés
 
conde de Arles
 911-921 y 
rey de Italia
 (925-946) (abdicó en 946 y murió en 947)
│ │ 1) esposa desconocida
│ │ 2) casado (en segundas nupcias) con Marossia 
│ │ │
│ │ ├─De 1) 
Lotario II
, 
rey de Italia
 (947-950). 
│ │ │ casado con Adelaida (hija de Rodolfo II)
│ │ │ │
│ │ │ └─
Emma de Italia
 (hija) 
│ │ │ casada con 
Lotario de Francia

│ │ │ │
│ │ │ ├─
Luis V de Francia
 (rey 986-987), último rey carolingio.
[
1
]

│ │ │ └─Eudes (eclesiástico)
│ │ │ 
│ │ ├─De 1) 
Huberto de Toscana
 (936-946) y duque de Spoleto y Camerino (943-946) 
│ │ └─De 1) Alda de Arles 
│ │ casada con Alberico II de Spoleto
│ │ 
│ └─
Bosón de Arles
 conde de Arlés (?-?), marqués de Toscana (931-936) 
│ casado con Willa de Borgoña
│ │
│ ├─Berta de Arles
│ │ casada con Bosón II de Provenza
│ │
│ └─
Willa
 (III)
│ casada con 
Berengario II
.
│
└─Bivín (probable hijo de Bosón el Viejo, Abad de Gorze) (+877) 
casado con desconocida
│
├─
Bosón de Provenza
 (868-882), rey de la 
Borgoña Cisjurana
 del 879 al 882 (muerto en 887), 
conde de Bourges
, 
conde de Viena
, conde de Arlés, duque de 
Lombardía
 (876-879), gobernador de 
Provenza
 (870-879), gobernador de 
Aquitania
 (881-882),
│ casado con 
Ermengarda de Italia

│ │
│ ├─Engelberga de Provenza 
│ │ 1) casada con 
Carlomán de Baviera

│ │ 2) casada con 
Guillermo I de Aquitania
 
│ │
│ ├─Ermengarda de Provenza 
│ │ casada con Manases, 
conde de Chalon

│ │ │
│ │ └─Gilbert, 
conde de Viena
 (c. 950-971) 
│ │
│ └─
Luis III el Ciego
, rey de 
Borgoña Cisjurana
 (887-928), 
rey de Italia

│
├─
Ricardo I de Borgoña
 el Justiciero, duque de Borgoña (?-921), 
conde de Auxerre
, 
conde de Chalon
, de 
Mâcon
 y de 
Autun
 (898), 
conde de Sens
 y de 
Nevers
 (881-921)
│ casado con Adelaida (hija de 
Conrado II
)
│ │
│ ├─Ermengarda de Borgoña
│ │ casada con 
Gilberto
 conde de Chalon
│ │
│ ├─
Hugo de Borgoña
, 
conde de Besançon
 (914-952), 
duque de Borgoña
(923-952)
│ │
│ ├─
Raúl I de Francia
, rey de Francia (923-936), duque de Borgoña 921-923.
│ │ casado con Emma (dinastía de los Robertianos)
│ │
│ └─
Bosón de Borgoña
 (?-?)
│ casado con Berta (hija de Bosón de Arles)
│
└─Riquilda (hija de Bivní) 
casada con 
Carlos el Calvo

│
└─Rotilda (hija)
```